# Hamnett Holditch
Hamnett Holditch, auch Hamnet, (* 1800 in King’s Lynn; † 12. Dezember 1867 in Cambridge) war ein britischer Mathematiker, der sich mit Geometrie befasste.
Hamnett studierte Mathematik ab 1818 an der Universität Cambridge (Caius College) mit dem Bachelor-Abschluss 1822 und dem Master-Abschluss (M.A.) 1825. Er war Senior Wrangler in den Tripos und erhielt den Smith-Preis. Er war Fellow seines College und ab 1835 bis zu seinem Tod dessen Präsident.
Holditch verbrachte trotz seiner Präsidentschaft nur wenig Zeit im College und frönte häufig seiner Leidenschaft, dem Fischen. Er galt als sehr schüchtern und unterrichtete Griechisch und Hebräisch (er war anglikanischer Geistlicher: Reverend Holditch), allerdings nur privat für einige ausgewählte Studenten. Er war nie verheiratet.
Die Familie kam aus King’s Lynn und er liegt im Familiengrab im nahen North Wootton. 
Der Rear Admiral, Zahlmeister und Gentleman Usher von König Georg V. Sir Hamnet Holditch Share (1864–1937),  Sekretär von Admiral Jellicoe in der Skagerrakschlacht, war einer seiner Nachkommen.
Er veröffentlichte besonders über Geometrie (Kaustiken, Evoluten, Rollkurven, Parabeln, Doppeltangenten). Von ihm stammt der Satz von Holditch.